# Ammerland
Das Ammerland ist eine Teillandschaft der Oldenburger Geest und Namensgeber des  Landkreises Ammerland. Sie liegt im Nordwesten Niedersachsens unmittelbar nordwestlich der Stadt Oldenburg. Der Name leitet sich her von dem altsächsischen Ammergau.

## Lage und Grenzen
Das Ammerland erstreckt sich von Halsbek im Norden bis Apen im Südwesten und Bad Zwischenahn im Süden. Die Kreisstadt Westerstede liegt südwestlich des Zentrums.

## Naturräumliche Zuordnung
Wie folgt wird das Ammerland naturräumlich zugeordnet:
- (zu 60 Ostfriesisch-Oldenburgische Geest)
  - 603 Oldenburger Geest
    - (zu 603.0 Oldenburger Geest)[2]
      - 603.01 Ammerland[1]

Eine naturräumliche Singularität am südlichen Rand des Ammerlandes stellt das Zwischenahner Meer dar.